# Brasiliense 10–0 Interporto
Brasiliense 10–0 Interporto foi uma partida de futebol, disputada no Estádio Serejão, Taguatinga, Distrito Federal, em 10 de julho de 2023, válida pela décima segunda rodada da primeira fase do Campeonato Brasileiro da Série D de 2023. A partida destacou-se por ter se tornado a maior goleada da história do Campeonato Brasileiro em todas as divisões, superando o confronto entre Corinthians e Tiradentes-PI, que terminou com o placar de 10–1 a favor da equipe paulista no Campeonato Brasileiro de 1983.
Ao longo da temporada, os dois clubes sofreram com resultados decepcionantes: o Brasiliense perdeu a final do Campeonato Brasiliense e foi eliminado prematuramente na Copa Verde e na Copa do Brasil; já o Interporto sofreu um rebaixamento no Campeonato Tocantinense e também foi eliminado cedo na Copa Verde.  
Enquanto a equipe do Distrito Federal ia para o jogo na quinta posição do seu grupo ainda com chances de se classificar para a segunda fase, o time do Tocantins já estava eliminado desde a rodada anterior, quando perdeu para o Ceilândia. Controlando as ações de todo o confronto, o Brasiliense demorou até os 39 minutos do primeiro tempo para abrir o placar, com Bruno Cosendey. A equipe mandante voltou a marcar aos 44 minutos, com Tobinha, e mais duas vezes durante os acréscimos da primeira etapa, com Zotti e, novamente, Cosendey. Antes dos dez minutos do segundo tempo, o Jacaré ampliou o placar com um gol de Gabriel e outro de Matheus Barbosa. O sétimo tento foi marcado aos 18 minutos por Tarta e, cinco minutos depois, Cosendey marcou o oitavo. Gustavo Lila fez o nono gol aos 26 minutos e Wallace decretou, de cabeça, o décimo e último gol do jogo.

## Antecedentes
As duas equipes vinham de uma temporada com resultados decepcionantes até então. O Brasiliense, apontado como favorito ao título do Candangão, ficou apenas com o vice-campeonato após perder a final, nos pênaltis, para o Real Brasília, estreante em decisões. Na Copa do Brasil, o Jacaré avançou na primeira fase garantindo o empate com o Athletic, mas sucumbiu na etapa seguinte sofrendo uma goleada por 7–1 diante do Botafogo. O clube também participou da Copa Verde, sendo eliminado nas quartas de final.
O Interporto, por sua vez, viveu um primeiro semestre ainda pior: logo na primeira rodada do Campeonato Tocantinense, entrou em campo sem nenhum jogador inscrito no Boletim Informativo Diário (BID) da Confederação Brasileira de Futebol, o que lhe rendeu uma punição de três pontos na competição, na qual acabou rebaixado. O clube também conviveu com atrasos de salário e ameaças de greve por parte dos jogadores. Na Copa Verde, foi eliminado no primeiro confronto com derrota por 2–1 para o Luverdense.
Integrantes da mesma chave na Série D, as equipes também começaram mal a disputa do Campeonato Brasileiro. O Interporto estreou com revés em casa para o União Rondonópolis e, a seguir, colecionou derrotas por goleada: 8–1 contra o Iporá , 4–0 para o Ceilândia, 7–0 diante do Anápolis e 6–0 frente o Operário VG. Logo após a segunda rodada, o clube trocou o comando técnico ao demitir Wesley Edson e efetivando o auxiliar Ítalo Oliveira, mas sem conseguir melhores resultados. O presidente da equipe, Renato Godinho, chegou a registrar um boletim de ocorrência após o jogo contra o Iporá, para apurar uma suposta manipulação de resultado. Após nova derrota contra o Ceilândia na décima primeira rodada, o clube tocantinense ficou sem chances de se classificar para a segunda fase da competição.
Já o Brasiliense fazia campanha oscilante na competição, sem conseguir figurar entre os quatro primeiros colocados do grupo. O clube do Distrito Federal, inclusive, chegou a ser derrotado pelo Interporto por 1–0, na terceira rodada, no Estádio General Sampaio. Após o revés por 2–0 contra o União Rondonópolis, válido pela sexta rodada, o técnico Roberto Cavalo foi demitido e Luis dos Reis assumiu o comando do time interinamente. Ao final do primeiro turno, torcedores fizeram um protesto em frente ao Estádio Serejão cobrando maior comprometimento dos jogadores e pedindo a saída do presidente do clube, o ex-senador cassado Luiz Estevão. No segundo turno, a equipe conquistou duas vitórias em quatro partidas, incluindo uma goleada sobre o Real Ariquemes por 5–1 na décima primeira rodada.

## Partida

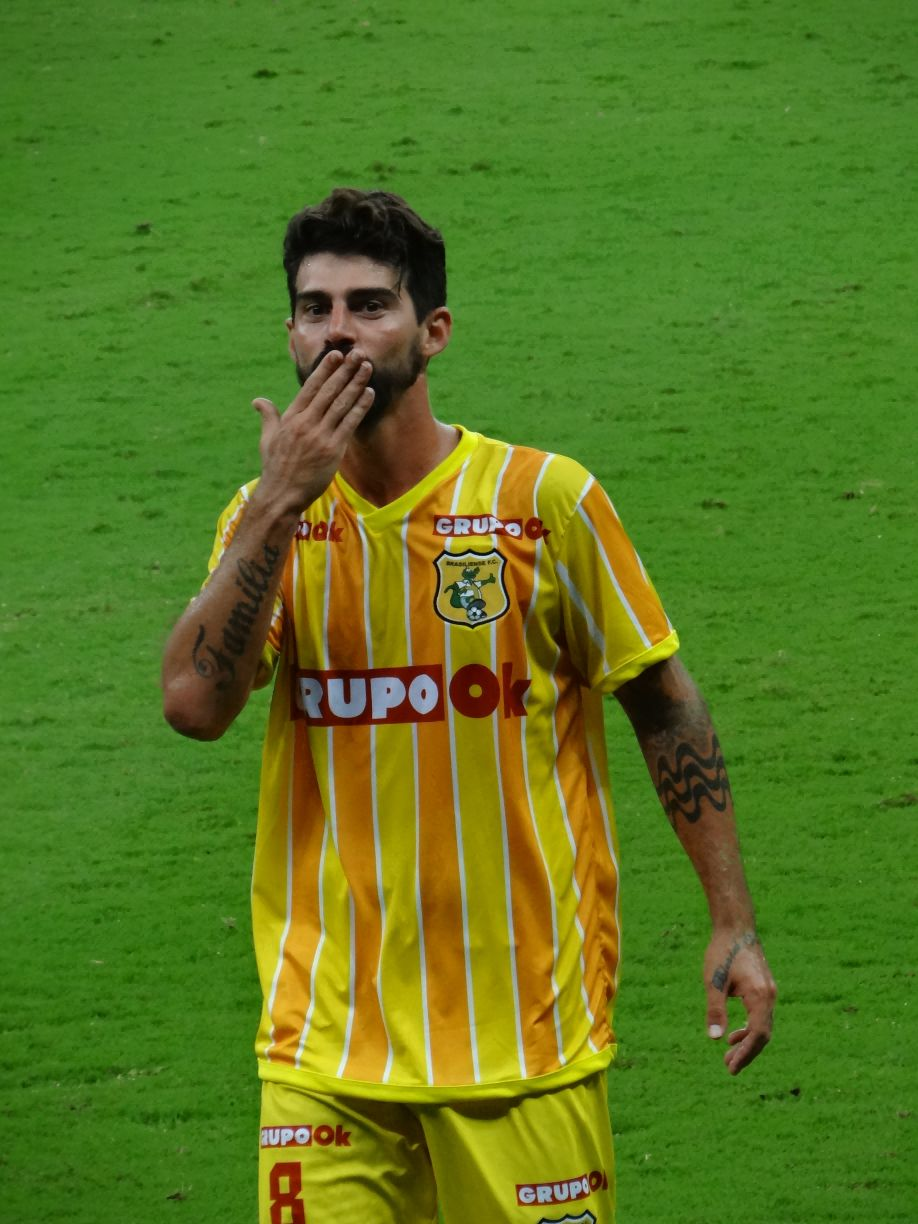
O experiente volante Radamés esteve no banco de reservas durante a partida

### Primeiro tempo
Com o mando de campo, o Brasiliense assumiu as ações do jogo durante toda a primeira etapa, mas demorou para abrir o marcador. A equipe finalizou pela primeira vez aos sete minutos, quando Tarta arriscou de fora da área, no cantinho, mas o goleiro Rondineli fez a defesa. Quatro minutos depois, mais uma defesa do arqueiro do Interporto, em cabeçada de Wallace. Pouco depois, Tarta finalizou mais uma vez de longe, para fora. Aos 19’, ele teve nova chance, da marca do pênalti, mais uma vez sem acertar o alvo.
A primeira chance do Interporto só aconteceu aos 22 minutos, sem perigo ao gol, em chute de Klayton que saiu quase na bandeira de escanteio. Após esse lance, o Jacaré tornou a ser mais agressivo e só cedeu espaço para mais uma finalização dos tocantinenses. A partir dos 37’, a pressão foi tamanha que o clube do Distrito Federal finalizou em praticamente todos os minutos restantes. O primeiro gol finalmente saiu aos 39’, com Bruno Cosendey. Cinco minutos depois, Tobinha também marcou e, já nos acréscimos do primeiro tempo, houve mais dois gols, com Zotti e novamente com Cosendey. Assim, o jogo foi para o intervalo com 4–0 para o Brasiliense.

### Segundo tempo
A segunda etapa continuou com o time da casa mais ofensivo. Logo em dois ataques antes dos dez minutos, o placar já marcava 6–0; gols de Gabriel e Matheus Barboza. Aos 13’ e aos 15’, duas novas finalizações do Brasiliense, primeiro com Tarta e depois com Barboza, ambas sem sucesso. Três minutos depois, Tarta finalmente conseguiu seu gol: o camisa 8 dominou na frente da área e bateu de pé canhoto, sem chance de defesa. Aos 23’, Wallace lançou Bruno Cosendey entre os defensores do Interporto. O meia só deslocou o goleiro e anotou seu hat-trick no jogo.
O nono e o décimo gol também não demoraram muito mais a sair: aos 26 minutos, Gustavo Lila acertou o alvo de dentro da área, desestabilizando ainda mais o time tocantinense, que dois minutos depois viu Wallace marcar, de cabeça, fechando a goleada histórica. Aos 38’, o Tigre de Porto Nacional ainda teve a chance de marcar um gol de honra, mas Luiz Bahia só conseguiu balançar a rede pelo lado de fora. Com o fim do tempo regulamentar, o árbitro encerrou o segundo tempo sem acréscimos, terminando a partida em 10–0 e tornando esta a maior goleada da história de todas as divisões do Campeonato Brasileiro.

## Ficha técnica
| 10 de julho de 2023 | Brasiliense | 10 – 0                   | Interporto | Estádio Serejão, Taguatinga |
| 20:00 (UTC-3)       | Bruno Cosendey 39', 45+5', 68' · Tobinha 44' · Zotti 45+1' · Gabriel 47' · Matheus Barboza 53' · Tarta 63' · Gustavo Lila 71' · Wallace 73' | Súmula Borderô Relatório |            | Público: 198 Renda: R$ 2.050,00 Árbitro: RN Moises Estevão de Moura Lima Assistente1: Milton Jeronimo Souza Alves (DF) Assistente2: Marconi de Souza Goncalo (DF) |

| Brasiliense | Interporto |

|               |    |                 |     |     |
|               |    |                 |     |     |
| G             | 1  | Vavá            |     |     |
| LD            | 2  | Daniel          |     | 45' |
| Z             | 3  | Igor            |     |     |
| Z             | 4  | Gabriel         |     |     |
| LE            | 6  | João Paulo      |     |     |
| V             | 5  | Wallace         | 26' |     |
| V             | 8  | Tarta           |     |     |
| M             | 10 | Zotti           |     | 45' |
| A             | 7  | Joãozinho       |     | 45' |
| A             | 22 | Tobinha         |     | 64' |
| A             | 11 | Bruno Cosendey  |     | 73' |
| Suplentes:    |    |                 |     |     |
| G             | 12 | Ravel           |     |     |
| A             | 9  | Matheus Barboza |     | 45' |
| Z             | 13 | Felipe Alves    |     |     |
| LD            | 14 | Igor Morais     |     |     |
| V             | 15 | Aldo            |     |     |
| V             | 16 | Radamés         |     |     |
| LE            | 17 | Romário         |     |     |
| M             | 18 | Gustavo Lila    |     | 45' |
| LD            | 19 | Danielzinho     |     | 73' |
| M             | 20 | Cabralzinho     |     | 64' |
| LD            | 21 | Caetano         |     | 45' |
| Treinador:    |    |                 |     |     |
| Luis dos Reis |    |                 |     |     |

|                |    |                  |     |     |
|                |    |                  |     |     |
| G              | 1  | Rondinelli       | 33' |     |
| LD             | 2  | Júnior           | 16' | 55' |
| Z              | 3  | Geykson          | 48' |     |
| Z              | 4  | João Pedro       |     | 55' |
| LE             | 6  | Pedro Santos     |     |     |
| V              | 5  | Alexandre Gaúcho |     | 66' |
| V              | 8  | Lucas Felipe     |     |     |
| M              | 10 | Gabriel          |     | 66' |
| A              | 7  | Klayton          |     |     |
| A              | 9  | João Vitor       |     |     |
| A              | 11 | Thyago           |     | 45' |
| Suplentes:     |    |                  |     |     |
| G              | 12 | Thiago Perereca  |     |     |
| Z              | 13 | Renato           |     | 55' |
| Z              | 14 | Deivison         |     | 66' |
| Z              | 16 | Kaio Lopes       |     |     |
| V              | 17 | Iarlei           |     | 55' |
| M              | 18 | Pedro Adriel     |     |     |
| A              | 20 | Nonato           |     | 66' |
| M              | 21 | José Marcos      |     |     |
| A              | 22 | Luiz Bahia       |     | 45' |
| Treinador:     |    |                  |     |     |
| Ítalo Oliveira |    |                  |     |     |

## Repercussão
O placar de 10–0 tornou-se a maior goleada da história da Série D, ultrapassando a vitória por 9–0 do Pelotas diante do São Caetano na edição de 2020. A marca histórica ainda foi além: superou o jogo Corinthians 10–1 Tiradentes-PI, válido pelo Campeonato Brasileiro de 1983, para se tornar a maior goleada de todas as divisões do Brasileirão. O número de gols surpreendente pegou desprevenido até o placar manual do Estádio Serejão: sem placas disponíveis que representassem os gols marcados depois do sexto, o placar mostrou vitória do Brasiliense por “apenas” 6–0.
Na tabela de classificação do Grupo A5 da Série D, a equipe candanga permaneceu na quinta colocação, porém mais próxima da zona de classificação para a fase seguinte, empatando em pontos com o União Rondonópolis e atrás no critério de desempate. Já o time tocantinense, matematicamente eliminado da competição desde a rodada anterior, ficou na sétima posição.

### Suspeita de manipulação
Por parte do Interporto, o presidente Renato Godinho registrou um boletim de ocorrência após o resultado, alegando uma possível facilitação dos jogadores do seu time. De acordo com os registros, as suspeitas se davam pelo fato dos quatro gols terem sido marcados nos dez minutos finais do primeiro tempo, além de mais seis gols na etapa final. O documento ainda alega que até mesmo um dirigente do Brasiliense teria comentado com Junior Moreno, representante do clube tocantinense, que “nunca tinha visto algo tão anormal, que teria sido melhor ter chamado um time amador”.
Em 2024, o relatório anual de integridade da Sportradar, empresa líder global em análise de dados esportivos, incluiu a partida na lista de "eventos controversos" ocorridos no Brasil no ano anterior. O jogo foi um dos 15 válidos por torneios da CBF que apareceram como suspeitos de manipulação.